# Administración Nacional del Agua
La Administración Nacional del Agua de Argentina fue un ente público dependiente del Poder Ejecutivo Nacional con competencia en materia hidráulica. Estuvo activo entre 1944 y 1947.

## Historia
Fue creada por decreto n.º 33 425 del 11 de diciembre de 1944 (publicada el 14 del mismo mes y año) del presidente de facto de la Nación, general Edelmiro J. Farrell. La Administración Nacional del Agua dependía del Poder Ejecutivo Nacional a través del Ministerio de Obras Públicas.

Corresponde a la Administración Nacional del Agua la construcción y explotación de las obras para la provisión de agua potable y de riego, desagüe cloacal y pluvial, avenamiento, defensa, sancamiento, sistematización y policía de las aguas superficiales y subterráneas.
Decreto n.º 33 425, Art. 4.º

La Administración Nacional del Agua quedó disuelta por efecto del decreto n.º 3121 del 3 de febrero de 1947 del presidente de la Nación, general Juan D. Perón, por el cual las Direcciones Generales de Obras Sanitarias de la Nación y de Irrigación (ambas disueltas) fueron transferidas a las Secretarías de Obras Públicas e Industria y Comercio, respectivamente.